# Мирське єпископство
Мирське єпископство (лат. Dioecesis Myrensis) — колишня єпархія (діоцезія) Християнської церкви в Римській імперії та Візантії, з центром у малоазійському місті Мира. Згідно з Acta Pauli et Theclae існувала з ІІ століття. Очолювалася єпископами Мирськими (лат. episcopus Myrensis). Першим легендарним мирським єпископом був святий Нікандер, який загинув 95 року за правління Доміціана; у грецьких святцях цей мученик був поставлений на єпископство святим Тітом. Близько 325 року Мира стала центром провінційної митрополії (архієпископства). У цей час єпископом Мири був святий Миколай. Індекс Теодора Лектора (VI ст.) згадує його як учасника Першого Нікейського собору (325). Серед інших єпископів, які згадуються в документах — Петро, автор текстів на захист Халкедонського собору; Теодор та Миколай, учасники Другого Нікейського собору (787). Станом на 640 рік Мирська митрополія мала 36 суфраганних єпископств, а на початку Х століття — 33. Мира занепала в VII столітті; єпископство перестало існувати після мусульманських завоювань. На згадку про митрополію у Католицькій церкві існує титулярна загальна Мирська архідіоцезія (лат. Archidioecesis Myrensis), а також окрема титулярна Мирська митрополія Мелькітської греко-католицької церкви; з ХХ століття посаду титулярних Мирських митрополитів займають лише мелькітські ієрархи. У складі Православної церкви Константинопольського патріархату так само існує титулярна Мирська метрополія.